# Plivački maraton Šilo – Crikvenica
Plivački maraton Šilo – Crikvenica najstariji je plivački maraton u Hrvatskoj i na cijelom Jadranu. Prvi put je održan na Veliku Gospu 15. kolovoza 1910. i prvi je registrirani maraton u Hrvatskoj. Uz prekide zbog svjetskih i državnih ratova ovaj maraton se održava sve do danas na istoj relaciji, tradicijski na blagdan Velike Gospe zaštitnice grada Crikvenice.
Pliva se od rive u Šilu na otoku Krku preko Vinodolskog kanala, a cilj je na Gradskom plivalištu u Crikvenici. Dužine je 3500 metara. Maraton se boduje u Cro-Cupu (Hrvatskom kupu). Do 2022. godine start je bio u prijepodnevnim satima, da bi se od 2022. godine maraton održavao sa startom u 18:00 sati. 
Prvi je plivački maraton održan 1910. godine u organizaciji ondašnjega Lječilišno-turističkog povjerenstva. To je bila međunarodna plivačka utakmica u preplivavanju od Šila do Crikvenice. Početno je ovo bio pustolovni pothvat i skromnih mjerila, a danas je to postala športska manifestacija na koju se odazivaju i rekreativci i vrhunski športaši.

## Natjecanje
Natjecatelji se natječu u osam kategorija. Muškarci i žene istodobno sudjeluju na natjecanju, s time što se rezultati zasebno ocjenju. Rekord natjecanja drži Talijan Marco Urbani, koji je 3500 metara otplivao za 39 minuta i 15 sekunde.
Kategorije su:
- apsolutna, u kojoj su svi plivači
- opća, žene sve plivačice
- juniori, plivači do 18 godina
- juniorke, plivačice do 18 godina
- veterani, plivači od stariji od 41 godine
- veteranke, plivačice starije od 41 godine
- Crikvenica – apsolutna,  najbolji plivač s prebivalištem na području Grada Crikvenice
- Crikvenica – žene, najbolja plivačica s prebivalištem na području Grada Crikvenice

Sudionici i sudionice smiju biti: 
- Plivači i plivačice daljinskog plivanja upisani u Upisnik registriranih i licenciranih natjecatelja za odgovarajuću pri Hrvatskom savezu daljinskog plivanja (plivači se natječu i boduju u okviru CRO-CUP-a).
- Žene i muškarci, članovi športskih društava i udruga u Republici Hrvatskoj i inozemstvu, rekreativci, plivači, sportaši.
- Još najviše 10 natjecatelja može sudjelovati, a to je odlukom Organizacijskog odbora koji ima pravo uručiti posebne pozivnice

## Održani maratoni, pobjednice i pobjednici
Najstariji pisani trag o maratonu je plakat datiran 15. kolovoza 1912. kojim se najavljuje "Međunarodna plivačka utakmica u Crikvenici". Prvi Crikveničanin koji je preplivao dionicu od Šila do Crikvenice bio je Vlatko Montanari. Start je od početka bio iz Šila, a cilj se mijenjao. Do 1937. godine plivalo se do glavnog mola na Petaku. Nakon toga je cilj ponekad bio na glavnoj gradskoj plaži u Crikvenici, a najčešće na gradskom plivalištu.
Kazalo:
- strani natjecatelji označeni su zastavom
* broj ograničen zbog pandemije COVID-19
██ označava promjenu cilja maratona
| Broj država | Broj plivača | Broj plivača | Izdanje | Pobjednici             | Pobjednici             | Pobjednici             | UP                     | Pobjednice             | Pobjednice             | Pobjednice             | Izvori        |
| Broj država | M+Ž          | Ž            | Izdanje | Plivač                 | Vrijeme [min]          | MP [min]               | UP                     | Plivačica              | Vrijeme [min]          | MP [min]               | Izvori        |
|             | 308          |              | 2024.   | Patrick Eremija        | 39:39                  | +2:51                  | ž                      | Matea Sumajstorčić     | 42:57                  | +0:05                  | [ 5 ]         |
|             | 337          |              | 2023.   | Nik Peterlin           | 40:50                  | +0:14                  | ž                      | Matea Sumajstorčić     | 44:33                  | +0:40                  | [ 6 ]         |
|             | 282          |              | 2022.   | Marco Urbani           | 39:15                  | +0:53                  | ž                      | Klara Kosanovič        | 45:23                  | +4:54                  | [ 7 ]         |
|             | 111*         |              | 2021.   | Marco Urbani           | 41:13                  | +0:33                  | ž                      | Marzia Di Giovanni     | 47:37                  | +0:01                  | [ 8 ]         |
|             | 110*         |              | 2020.   | Leon Martinjaš         | 44:26                  | +0:02                  | ž                      | Stela Krajnik          | 49:36                  | +0:37                  | [ 9 ]         |
|             | 370          | 74           | 2019.   | Grgo Mujan             | 39:51                  | +0:05                  | ž                      | Antonia Buličić        | 45:44                  | +0:29                  | [ 10 ]        |
|             | 432          |              | 2018.   | otkazan zbog jake bure | otkazan zbog jake bure | otkazan zbog jake bure | otkazan zbog jake bure | otkazan zbog jake bure | otkazan zbog jake bure | otkazan zbog jake bure | [ 11 ]        |
|             | 464          |              | 2017.   | Grgo Mujan             | 41:30                  | +0:10                  | ž 5.                   | Doris Beroš            | 43:45                  | +0:33                  | [ 12 ]        |
|             |              |              | 2016.   | Duje Milan             | 42:05                  | +0:56                  | ž 8.                   | Doris Beroš            | 44:49                  | +0:02                  | [ 13 ]        |
|             |              |              | 2015.   | Duje Milan             | 41:02                  | +1:14                  | ž 9.                   | Nika Perčić            | 46:05                  | +0:07                  | [ 14 ]        |
|             |              |              | 2014.   | Matija Luka Rafaj      | 42:04                  | +0:00                  | ž 5.                   | Dina Levačić           | 46:01                  | +0:03                  | [ 15 ]        |
|             |              |              | 2013.   | otkazan zbog jake bure | otkazan zbog jake bure | otkazan zbog jake bure | otkazan zbog jake bure | otkazan zbog jake bure | otkazan zbog jake bure | otkazan zbog jake bure |               |
|             |              |              | 2012.   | Duje Milan             | 41:44                  | +0:03                  | ž 2.                   | Karla Šitić            | 41:46                  | +3:54                  | [ 16 ]        |
|             |              |              | 2011.   | Rok Kerin              | 40:31                  | +:                     | ž                      | Anja Trišić            | 44:46                  | +:                     | [ 17 ]        |
|             |              |              | 2010.   | Rok Kerin              | 39:23                  | +:                     | ž                      | Nika Kozamernik        | ;:                     | +:                     | [ 18 ]        |
|             |              |              | 2009.   | Rok Kerin              | 40:07                  | +:                     | ž                      | Ivana Šitić            | 47:56                  | +:                     |               |
|             |              |              | 2008.   | Erazmo Maršanić        | 41:22                  | +0:05                  | ž                      | Karla Šitić            | 42:15                  | +:                     |               |
|             |              |              | 2007.   | Krešimir Čač           | 41:48                  | +:                     | ž                      |                        | ;:                     | +:                     |               |
|             |              |              | 2003.   | Nenad Buljan           | 39:57                  | +:                     | ž                      |                        | ;:                     | +:                     |               |
|             |              |              | 2000.   | Stjepan Ptičar         | 41:00                  | +:                     | ž                      | Slavica Ozretić        | 44:47                  | +:                     |               |
|             |              |              | 1989.   |                        | ;:                     | +:                     | ž                      |                        | ;:                     | +:                     |               |
|             |              |              | 1962.   | Dimitrije Pricker      | ;:                     | +:                     | ž                      |                        | ;:                     | +:                     |               |
|             | 18           | 3            | 1960.   | Josip Domijan          | ;:                     | +:                     | ž                      | Petrica Jeličić        | ;:                     | +:                     | [ 19 ]        |
|             |              |              |         |                        |                        |                        |                        |                        |                        |                        |               |
|             |              |              | 1912.   | Laszlo Tores           | 66:?                   | +:                     | ž                      |                        | ;:                     | +:                     | [ 19 ] [ 20 ] |
|             |              |              | 1911.   | nije održan zbog ?     | nije održan zbog ?     | nije održan zbog ?     | nije održan zbog ?     | nije održan zbog ?     | nije održan zbog ?     | nije održan zbog ?     |               |
|             |              |              | 1910.   | nepoznato ime          | ;:                     | +:                     | ž                      |                        | ;:                     | +:                     | [ 20 ]        |